# جرير بن عبد الحميد
جَرير الضبي (110 - 188هـ ، 728 - 804م). جرير بن عبد الحميد بن يزيد، الإمام الحافظ القاضي الثقة، أبو عبد الله الضبي، الكوفي. أحد الأعلام.
نزل الرَّيِ ونشر بها العلم، روى عن الأعمش، والثوري، وعطاء بن السائب، وعبد الملك بن عمير، ويحيى بن سعيد الأنصاري وغيرهم، وعنه روى ابن المديني وسليمان بن حرب ، وابن المبارك، وطائفة. قال ابن سعيد: ¸كان ثقة كثير العلم يُرحل إليه·. وقال ابن عمّار: ¸هو حجة كانت كتُبه صِحاحًا·. كانت وفاته بالريّ ، وهو كوفي الأصل.